# 臺灣畫眉
臺灣畫眉（学名：Garrulax taewanus），臺灣話與其他畫眉統稱花眉仔（臺羅：hue-bî-á/hua-bî-á），雀形目噪鹛科噪鹛属鸟类，是台湾特有种，曾被认为是画眉（Leucodioptron canorum）的亞種，但現已被視為獨立物種，基於線粒體DNA和細胞色素b基因的研究指出，兩者早在上新世前期至更新世中期（最大推測年代跨度為460萬至120萬年前）便已分化為兩個不同的物種。

## 特征
身长约24厘米，全身棕褐色，顶冠、颈后、背部有深色粗条纹，腹部有细条纹，但没有画眉的白色眉纹，而且体色较画眉更偏棕色，条纹较画眉少。鸣声悦耳，悠长多变。
台湾画眉栖息於山麓次生林以及海拔1,200米以下的山区。它们单独、成对或小群群聚，在森林下层寻找昆虫和种子觅食。

## 保育狀況
臺灣畫眉的数量已减少1－10,000只，故被國際鳥盟评为近危状态。栖息地破坏是臺灣畫眉数目减少的原因之一，但更主要的原因是画眉曾在20世紀80年代大量輸入臺灣，这也许會與臺灣画眉的雜交，威脅臺灣画眉的基因獨特性。
牠們被列為《瀕危野生動植物種國際貿易公約》附錄二的物種，被限制出口及貿易。